# Charles Pernolet
Charles Pernolet est un homme politique français né le 19 février 1814 à Dijon (Côte-d'Or) et décédé le 8 avril 1888 à Paris.

## Biographie
Entré comme élève à l'École polytechnique en 1832, il est renvoyé en 1833 et entre alors à l'École des mines de Paris dont il sort en 1836 classé 1er de sa promotion.
Il devient directeur des Mines de plomb argentifère de Poullaouen et Huelgoat à partir de 1845 et associé de la société Brounn, Pernolet et Cie, fabricants de charbon à Paris.
Il est élu maire du 13e arrondissement de Paris en 1870 puis, grâce au soutien de l'Union parisienne de la presse, représentant de la Seine, le 2 juillet 1871, aux élections complémentaires. Catholique et clérical, il siège au centre gauche et ne se représente pas en 1876.
Marié à Caroline Goupil, belle-sœur de Chrétien-Auguste Juncker et de Jacques-Julien Dubochet, il est le père d'Arthur Pernollet, ainsi que le beau-père d'Arthur de Boislisle et de Léopold Pannier.